# Donald Brian

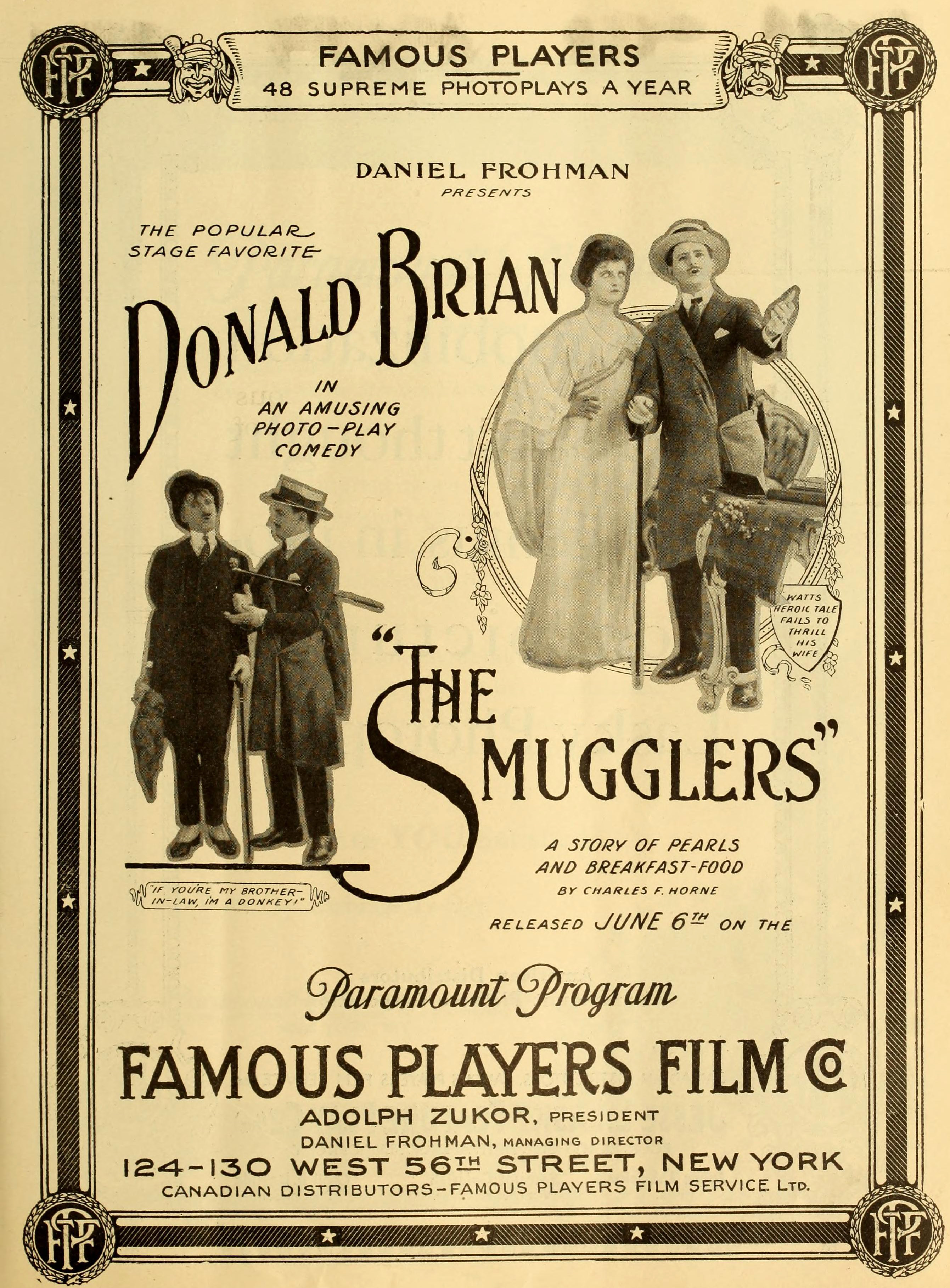
The Smugglers (1916)

Donald Brian (San Juan de Terranova, Colonia de Terranova, 17 de febrero de 1877 – Great Neck Plaza, Nueva York, 22 de diciembre de 1948) fue un actor, bailarín y cantante de Terranova.

## Biografía
Nacido en San Juan de Terranova, Colonia de Terranova, Brian, que tenía voz de tenor, tras trabajar en sus inicios en un taller de Boston, a los 16 años empezó a actuar formando parte de un cuarteto vocal. Al poco tiempo de formar parte de un grupo teatral neoyorquino empezó a ser solicitado para interpretar primeros papeles masculinos, algo que hizo en más de 20 musicales representados en el circuito de Broadway, en Nueva York.
En 1907 fue uno de los protagonistas de la opereta La viuda alegre, y ese mismo año fue llamado "Rey de Broadway" por el The New York Times.
En 1915 fue contratado por el productor cinematográfico Jesse L. Lasky para trabajar en dos filmes, The Voice in the Fog (1915) y The Smugglers (1916). No volvió a actuar para la pantalla hasta la llegada del cine sonoro, siendo su primera producción de estas características Peggy O'Hooligan (1925), rodada con el sistema sonoro de Lee De Forest llamado Phonofilm.
Brian es también conocido por ayudar al presidente Theodore Roosevelt a actuar más relajadamente ante el público, y por dar lecciones de baile a Frank Sinatra con el fin de que entretuviera a las tropas estadounidenses en Inglaterra junto a Bob Hope. Además, fue presidente del Catholic Actor's Guild.
Se casó dos veces. La primera con una divorciada llamada Florence Gleason Pope, y la segunda con la actriz teatral Virginia O'Brien . Con O'Brien tuvo una hija, Denise
Donald Brian falleció en Great Neck Plaza, Nueva York, en 1948.

## Selección de musicales y operetas representadas en Broadway
- 1899 – On the Wabash
- 1902 – Florodora
- 1904 – Little Johnny Jones, de George M. Cohan
- 1906 – 45 Minutes From Broadway
- 1907 – La viuda alegre, de Franz Lehár
- 1909 – The Dollar Princess
- 1911 – The Siren
- 1914 – The Girl From Utah
- 1916 – Szibill
- 1918 – Kissing Time
- 1919 – Buddies
- 1921 – The Chocolate Soldier
- 1922 – Up She Goes
- 1925 – Peggy O'Hooligan
- 1926 – No, No, Nanette
- 1939 – Very Warm for May